# あの頃キミは若かった
『あの頃キミは若かった』（あのころキミはわかかった）は、TBS系列で2017年4月5日に放送された特別番組。MCは笑福亭鶴瓶と関ジャニ∞の横山裕。

## 概要
本番組は、ゲストの若い頃の写真や映像などを元に、若い頃と現在の姿の“ビフォーアフター”のギャップで盛り上がるなど、様々な話題を引き出していく番組。
MCの笑福亭鶴瓶と横山裕は、テレビ東京系列ではあるが『きらきらアフロ』にて、松嶋尚美の産休期間中の2013年7月 - 11月にタッグを組んだ経験がある。
2017年4月5日（水曜日）23:56 - 翌0:55（JST）に第1回が放送された。

## 出演者
- 笑福亭鶴瓶
- 横山裕（関ジャニ∞）

## 放送内容
- 2017年4月5日
  - ゲスト：谷原章介、田村淳（ロンドンブーツ1号2号）

## スタッフ
- ナレーション：バッキー木場
- 構成：アリエシュンスケ、成瀬正人、木南広明、あだち昌也、キンダイチ
- TM：森享宏
- TD：藤田栄治
- VE：木野内洋
- CC：土肥俊之
- MIX：山羽稔
- LD：半田圭
- 音効：太田光則、山本達也
- MA：阿部雄太
- 編集：大橋一明、今村慎、土井敬士
- 美術プロデューサー・デザイン：木村真梨子、谷佳奈恵
- 美術制作：田中秀和
- 装置：正代俊明
- 操作：加藤優希
- 電飾：森田光俊
- アクリル装飾：古川明音
- タイトル：榛葉大介
- 公開放送：廣中信行、松元裕二
- リサーチ：喜多あおい
- 協力：オムニバス・ジャパン、東京オフラインセンター、イワヤ
- 写真提供：学研プラス
- 編成：辻有一
- 宣伝：河野裕之
- デスク：渡辺香織
- TK：飛田亜也
- AD：中村美咲、木下大樹、坂本和希、中江一貴
- 制作進行：勝又郁乃
- AP：坪井理紗、梅野麻未／大川幸子
- ディレクター：大平進士、白井秀知、亀山剛志、兼丸洋介／高柳健人
- プロデューサー：平田さおり
- 演出・プロデューサー：松原拓也
- 制作：TBSテレビ制作局制作1部
- 製作著作：TBS